# AC/DC: アイアンマン2
『AC/DC: アイアンマン2』（英: AC/DC: Iron Man 2）は、オーストラリアのハードロックバンド・AC/DCのアルバム、及びジョン・ファヴロー監督による2010年の映画『アイアンマン2』のサウンドトラックである。

## 内容
本作では、1976年から2008年までの間に発表されたAC/DCのアルバム10作の中から選ばれた15曲が収録されている。現在までバンドは一貫してベスト・アルバムをリリースしていないが、実質的にバンド初のベストアルバムとなる。

## ミュージックビデオ
2010年1月26日、『アイアンマン2』の映像と、2009年12月のブエノスアイレス公演の模様を交えたミュージック・ビデオが公開された。

## トラックリスト
| #   | タイトル                                                                                       | 作詞                                                     | 作曲                                                     | オリジナル                                                | 時間 |
| --- | ---------------------------------------------------------------------------------------------- | -------------------------------------------------------- | -------------------------------------------------------- | --------------------------------------------------------- | ---- |
| 1.  | 「スリルに一撃 Shoot to Thrill」                                                               | アンガス・ヤング マルコム・ヤング ブライアン・ジョンソン | アンガス・ヤング マルコム・ヤング ブライアン・ジョンソン | バック・イン・ブラック Back in Black (1980)               | 5:17 |
| 2.  | 「地獄のロックン・ロール Rock 'n' Roll Damnation」                                             | アンガス・ヤング マルコム・ヤング ボン・スコット         | アンガス・ヤング マルコム・ヤング ボン・スコット         | パワーエイジ Powerage (1978)                              | 3:37 |
| 3.  | 「殺しの報酬 Guns for Hire」                                                                   | アンガス・ヤング マルコム・ヤング ブライアン・ジョンソン | アンガス・ヤング マルコム・ヤング ブライアン・ジョンソン | 征服者 Flick of the Switch (1983)                         | 3:26 |
| 4.  | 「コールド・ハーテッド・マン Cold Hearted Man」                                                | アンガス・ヤング マルコム・ヤング ボン・スコット         | アンガス・ヤング マルコム・ヤング ボン・スコット         | パワーエイジ Powerage (1978)                              | 3:34 |
| 5.  | 「バック・イン・ブラック Back in Black」                                                       | アンガス・ヤング マルコム・ヤング ブライアン・ジョンソン | アンガス・ヤング マルコム・ヤング ブライアン・ジョンソン | バック・イン・ブラック Back in Black (1980)               | 4:14 |
| 6.  | 「サンダーストラック Thunderstruck」                                                           | アンガス・ヤング マルコム・ヤング                        | アンガス・ヤング マルコム・ヤング                        | レイザーズ・エッジ The Razors Edge (1990)                 | 4:53 |
| 7.  | 「イフ・ユー・ウォント・ブラッド（ユーヴ・ガット・イット） If You Want Blood (You've Got It)」 | アンガス・ヤング マルコム・ヤング ボン・スコット         | アンガス・ヤング マルコム・ヤング ボン・スコット         | 地獄のハイウェイ Highway to Hell (1979)                   | 4:37 |
| 8.  | 「エヴィル・ウォークス Evil Walks」                                                            | アンガス・ヤング マルコム・ヤング ブライアン・ジョンソン | アンガス・ヤング マルコム・ヤング ブライアン・ジョンソン | 悪魔の招待状 For Those About to Rock We Salute You (1981) | 4:23 |
| 9.  | 「T.N.T. 」                                                                                    | アンガス・ヤング マルコム・ヤング ボン・スコット         | アンガス・ヤング マルコム・ヤング ボン・スコット         | T.N.T. (1975)                                             | 3:34 |
| 10. | 「地獄は楽しい所だぜ Hell Ain't a Bad Place to Be」                                            | アンガス・ヤング マルコム・ヤング ボン・スコット         | アンガス・ヤング マルコム・ヤング ボン・スコット         | ロック魂 Let There Be Rock (1977)                         | 4:15 |
| 11. | 「死ぬまで飲もうぜ Have a Drink on Me」                                                        | アンガス・ヤング マルコム・ヤング ブライアン・ジョンソン | アンガス・ヤング マルコム・ヤング ブライアン・ジョンソン | バック・イン・ブラック Back in Black (1980)               | 3:57 |
| 12. | 「レイザーズ・エッジ The Razors Edge」                                                         | アンガス・ヤング マルコム・ヤング                        | アンガス・ヤング マルコム・ヤング                        | レイザーズ・エッジ The Razors Edge (1990)                 | 4:23 |
| 13. | 「ロック魂 Let There Be Rock」                                                                 | アンガス・ヤング マルコム・ヤング ボン・スコット         | アンガス・ヤング マルコム・ヤング ボン・スコット         | ロック魂 Let There Be Rock (1977)                         | 6:07 |
| 14. | 「戦闘マシーン War Machine」                                                                   | アンガス・ヤング マルコム・ヤング                        | アンガス・ヤング マルコム・ヤング                        | 悪魔の氷 Black Ice (2008)                                 | 3:10 |
| 15. | 「地獄のハイウェイ Highway to Hell」                                                           | アンガス・ヤング マルコム・ヤング ボン・スコット         | アンガス・ヤング マルコム・ヤング ボン・スコット         | 地獄のハイウェイ Highway to Hell (1979)                   | 3:28 |